# Oddział Wiktora F. Biłasza
Oddział Wiktora F. Bielasza (ros. Oтряд Викторa Ф. Белашa) – antybolszewicki oddział zbrojny biorący udział w rosyjskiej wojnie domowej w 1921. 

## Historia
Wiktor F. Biłasz od jesieni 1919 był członkiem Rady Wojskowo-Rewolucyjnej i szefem sztabu Rewolucyjnej Powstańczej Armii Ukrainy Nestora Machno. Po rozpuszczeniu wojsk "machnowskich" w poł. marca 1921, sformował w maju tego roku antybolszewicki oddział powstańczy. W lipcu tego roku osiągnął on liczebność ok. 700 ludzi. Powstańcy walczyli pod czerwonym sztandarem z hasłem: My władzy nie ustanawiamy, niech naród ją ustanowi. Do połowy września Biłasz próbował bezskutecznie przedostać się na Północny Kaukaz, aby stamtąd udać się do Turcji. W związku z przygniatającą przewagą wojsk bolszewickich oddział został rozpuszczony w ujeździe mariupolskim. Na czele niewielkiej grupy podkomendnych Biłasz ponownie skierował się na Północny Kaukaz, aby dołączyć do działającego tam oddziału zbrojnego Grigorija S. Masłakowa. Jednakże 23 września na Kubaniu jego grupa została otoczona przez oddziały bolszewickie i rozbita. Podczas walki Biłasz został ciężko ranny. Osadzono go w więzieniu w Charkowie, ale w 1923 wyszedł na wolność.